# The Unseen Empire
The Unseen Empire es el quinto álbum de estudio de la banda sueca Scar Symmetry, fue publicado el 18 de abril de 2011.

## Lista de canciones
1. "The Anomaly" - 3:50
2. "Illuminoid Dream Sequence" - 5:01
3. "Extinction Mantra" - 5:31
4. "Seers of the Eschaton" - 5:51
5. "Domination Agenda" - 4:00
6. "Astronomicon" - 4:03
7. "Rise of the Reptilian Regime" - 4:24
8. "The Draconian Arrival" - 5:25
9. "Alpha and Omega" - 5:02

## Créditos
- Roberth Karlsson - Voz limpia líder
- Lars Palmqvist - Voz gutural
- Per Nilsson - Guitarra líder
- Jonas Kjellgren - Guitarra rítmica
- Kenneth Seil - Bajo
- Henrik Ohlsson - Batería

- Datos: Q3544315